# Théorie de l'alliance
Pour les articles homonymes, voir Alliance.
 (novembre 2017).
- Si vous ne connaissez pas le sujet, laissez ce bandeau (vous pouvez alors contacter les auteurs).
- Si vous supprimez le contenu mis en cause (vous pouvez préalablement contacter les auteurs),

argumentez précisément cette suppression dans la page de discussion
(un manque de référence n'est pas un argument ; une recherche réelle de référence doit avoir été effectuée, être formellement documentée).
 (novembre 2017).
 (novembre 2017).
Si vous disposez d'ouvrages ou d'articles de référence ou si vous connaissez des sites web de qualité traitant du thème abordé ici, merci de compléter l'article en donnant les références utiles à sa vérifiabilité et en les liant à la section « Notes et références ».
La théorie de l'alliance (ou théorie générale de l'échange) est le nom donné en France à la méthode structurale d'étude des relations de parenté. Elle a été exposée pour la première fois par Claude Lévi-Strauss dans son ouvrage Les structures élémentaires de la parenté, paru en 1949. Dans ce domaine particulier des études des relations de parenté, elle s'oppose à la théorie fonctionnaliste défendue entre autres par Radcliffe-Brown

## Contexte historique et scientifique
La théorie de l'alliance constitue le fondement du structuralisme en anthropologie, qui a orienté la majeure partie des travaux ethnologiques français jusque dans les années 1980. En effet, si ce courant de pensée fut initié dans le champ de la linguistique en 1916, c'est en publiant sa thèse sur les structures élémentaires de la parenté que Claude Lévi-strauss l'a remis au goût du jour dans les années 1950. Dès lors, une grande partie du champ scientifique français fut portée par son essor jusque dans les années 1980. En effet, ni la psychologie, ni la philosophie n'ont pu échapper à sa puissante influence. 
La théorie de l'alliance proprement dite fut élaborée à partir de l'étude ethnographique de sociétés extra-européennes, où se manifestaient des relations étroites entre consanguinité et affinité. Ces deux institutions tantôt complémentaires et tantôt opposées, donnaient lieu à une classification de l'univers social par les règles matrimoniales. Dans ce cadre est apparue l'hypothèse du « mariage-alliance », mettant l'accent sur l'inévitable interdépendance des différentes familles, différents lignages. C'est finalement une forme de communication que nous donnent à voir des anthropologues comme Lévi-Strauss, Louis Dumont ou Rodney Needham.
En définitive, on comprendra bien la puissance d'une telle théorie pour la discipline anthropologique, dont l'objet est justement l'étude des relations entre individus, qui constituent ce qu'on appelle la société. D'ailleurs, ce n'est pas un essoufflement qui mit fin au structuralisme en anthropologie, mais bien plus le poids des critiques qui lui ont été apportées.

## La théorie

### La prohibition de l'inceste: échange et réciprocité
La théorie a comme fondement la prohibition de l'inceste : principe selon lequel, au sein d'une société donnée, un parent ou une catégorie de parents est pour un individu interdit au mariage. Pour le dire autrement, c'est une prescription négative relative au mariage (je ne peux pas me marier avec tel ou tel de mes parents), dont les diverses formes d'exogamie sont les aspects sociaux.
«  La prohibition de l'usage sexuel de la fille ou de la sœur contraint à la donner en mariage à un autre homme, et, en même temps, elle crée un droit sur la fille ou sur la sœur de cet autre homme. Ainsi, toutes les stipulations négatives de la prohibition ont-elles une contrepartie positive. La défense équivaut à une obligation : et la renonciation ouvre la voie à une revendication.  »
— Lévi-Strauss, Les structures élémentaires de la parenté, Paris, Mouton, 1967, 2e édition, p.60'
L'idée est celle d'un échange réciproque au fondement de l'alliance matrimoniale. La femme qu'on « se refuse » est « offerte », en sachant qu'en contrepartie il m'en sera rendu une autre, directement ou indirectement. Ce phénomène global prend donc la forme d'une circulation des femmes qui lie différents groupes sociaux en un ensemble unique : la société.
On remarquera que Lévi-Strauss décrit presque toujours une circulation des femmes au centre des « alliances », qui fédèrent donc les hommes entre eux. 

### Structures élémentaires et structures complexes
Selon la théorie de l'alliance il y existe deux modèles différents de structures d'échange des femmes :
- soit les femmes de mon groupe sont données à un groupe explicitement défini par les institutions. On parle ici de structures élémentaires.
- soit la collectivité des conjoints possibles pour les femmes de mon groupe est indéterminée et toujours ouverte, à l'exclusion cependant de certains proches, comme c'est le cas dans la société occidentale. On parle ici de structure complexe.

#### Le mariage prescriptif des structures élémentaires
Dans les sociétés à structure de parenté élémentaire, le conjoint d'un individu est défini comme devant être soit un individu appartenant à un groupe donné (tel ou tel clan, lignages), soit un parent déterminé (la fille du frère de la mère, ou la fille de la sœur du père par exemple) : l'exogamie y est donc explicite.
C'est donc au sein des structures élémentaires que l'on trouve les « mariages de cousins croisés » ou les « classes de cousins prescrits ». On y distingue cependant deux types d'échanges des femmes :
- l'échange restreint où un groupe (A) va donner une femme au groupe (B), qui lui en rendra une autre immédiatement, c’est-à-dire sans attendre la génération suivante. Cet échange est dit symétrique, direct, et simultané. C'est le cas du mariage bilatéral.

- l'échange généralisé où un groupe (A) va donner au groupe (B) qui va donner au groupe (C) qui va donner à son tour au groupe (A) ; sachant que les participants peuvent être variables, leur nombre quelconque, l'essentiel étant que chacun soit finalement aussi bien donneur que receveur. Cet échange est lui par contre différé, car la boucle peut ne se fermer qu'après plusieurs générations d'échange. Ce mariage « en cercle » est dit différé, asymétrique, direct ou indirect. C'est le cas des mariages patrilatéraux et des mariages matrilatéraux.

#### Le mariage «libre» des structures complexes
Dans les sociétés à structure complexe, le choix du conjoint pour un individu est dit « libre » (mais ce n'est pas toujours l'individu concerné qui jouit de cette liberté, et si c'est le cas il existe toujours diverses formes de déterminismes sociaux, économiques, politiques, religieux qui entrent en jeu), à l'exception toutefois d'un certain nombre de parents prohibés. L'exogamie est donc ici prescrite de façon implicite.

### L'atome de parenté

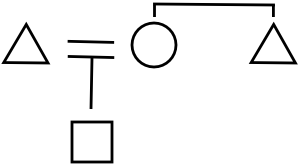
Une représentation graphique de l'atome de parenté

### Les apports postérieurs à cette théorie structurale

#### Apports de Louis Dumont
Dans ses deux ouvrages concernant les études de la parenté (1971, 1975), Louis Dumont rapporte la mise en pratique des analyses de Claude Lévi-Strauss sur les structures élémentaires de la parenté, sur son terrain en Inde. Il montre que dans ces sociétés fondées sur le principe de castes, cette théorie structuraliste prend tout son sens : notamment au niveau local.
Il est un de ces auteurs qui a le premier critiqué les traductions littérales des termes de parenté, en avançant que tous n'ont pas d'équivalent d'une culture à l'autre. Par exemple, ce que l'on entend par frère dans la culture occidentale, peut avoir un sens bien différent ailleurs : par exemple désigner l'ensemble des individus masculins de la génération d'Ego, du côté du père ou de la mère.
Enfin, il a apporté une attention particulière à la notion de consanguinité. Il relève que tous les individus d'un groupe ne sont pas nécessairement biologiquement consanguins, mais qu'ils se considèrent comme tels. Louis Dumont travaille alors sur ces rapports qui lient consanguinité terminologique et filiation.

#### Apports de Françoise Héritier
L'anthropologue Françoise Héritier constate que la distinction entre féminin et masculin est universelle et que "partout, de tout temps et en tout lieu, le masculin est considéré comme supérieur au féminin." ; elle appelle cela "la valence différentielle des sexes". Partant des travaux de Claude Lévi-Strauss, elle observe qu'un présupposé fondamental manque à sa théorie de l'alliance : pourquoi les hommes se sentaient-ils le droit d'utiliser les femmes comme monnaies d'échange ?
Elle écrit ainsi : "Cette forme de contrat entre hommes, l’expérience ethnologique nous la montre partout à l'œuvre. Sous toutes les latitudes, dans des groupes très différents les uns des autres, nous voyons des hommes qui échangent des femmes, et non l’inverse. Nous ne voyons jamais des femmes qui échangent des hommes, ni non plus des groupes mixtes, hommes et femmes, qui échangent entre eux des hommes et des femmes. Non, seuls, les hommes ont ce droit, et ils l’ont partout. C’est ce qui me fait dire que la valence différentielle des sexes existait déjà dès le paléolithique, dès les débuts de l’humanité."
Selon Françoise Héritier, l'observation du monde incluant les différences anatomiques et physiologiques conduit à une classification binaire :
"La plus importante des constantes, celle qui parcourt tout le monde animal, dont l’homme fait partie, c’est la différence des sexes. (…) Je crois que la pensée humaine s’est organisée à partir de cette constatation: il existe de l’identique et du différent. Toutes les choses vont ensuite être analysées et classées entre ces deux rubriques (…). Voilà comment pense l’humanité, on n’a pas observé de sociétés qui ne souscrivent pas à cette règle. Dans toutes les langues il y a des catégories binaires, qui opposent le chaud et le froid, le sec et l’humide, le dur et le mou, le haut et le bas, l’actif et le passif, le sain et le malsain…"
Elle constate que dans toutes les langues, ces catégories binaires sont rattachées au masculin ou au féminin. Par exemple, le chaud et le sec sont rattachés au masculin dans la pensée grecque, le froid et l'humide au féminin. Ces catégories sont toujours culturellement hiérarchisées :
"L’observation ethnologique nous montre que le positif est toujours du côté du masculin, et le négatif du côté du féminin. Cela ne dépend pas de la catégorie elle-même: les mêmes qualités ne sont pas valorisées de la même manière sous toutes les latitudes. Non, cela dépend de son affectation au sexe masculin ou au sexe féminin. (…) Par exemple, chez nous, en Occident, "actif" (…) est valorisé, et donc associé au masculin, alors que "passif", moins apprécié, est associé au féminin. En Inde, c’est le contraire: la passivité est le signe de la sérénité (…). La passivité ici est masculine et elle est valorisée, l’activité – vue comme toujours un peu désordonnée – est féminine et elle est dévalorisée." 
Ces catégories de valeurs n'ont donc rien d'essentiellement négatif ou positif : elles sont construites et varient selon l'époque et les régions. Si une valeur est considérée comme positive, elle se trouve rattachée au masculin – et cette même valeur pourrait être, sous une latitude différente ou à une autre époque, être considérée comme négative et alors être rattachée au féminin.